# Петропавловское (Московская область)
Петропавловское — деревня в Рузском районе Московской области России, входит в состав сельского поселения Дороховское. Население 6 человек на 2006 год. До 2006 года Петропавловское входило в состав Космодемьянского сельского округа.
Деревня расположена на юге района, примерно в 30 километрах к югу от Рузы, высота центра над уровнем моря 196 м, высота центра над уровнем моря 191 м, с севера вплотную примыкает деревня Новоивановское.